# Vladimir Davydov (acteur)
Pour les articles homonymes, voir Vladimir Davydov.
Vladimir Nikolaïevitch Davydov (en russe : Владимир Николаевич Давыдов), né Ivan Nikolaïevitch Gorelov (Иван Николаевич Горелов) le 7 (19) janvier 1849 à Novomirgorod (Empire russe) et mort le 23 juin 1925 à Moscou (Union soviétique), est un acteur de théâtre russe.

## Biographie
Ivan Gorelov naît dans le gouvernement de Nouvelle Russie dans une famille de la petite noblesse désargentée. Son père était lieutenant dans un régiment de uhlans. Ivan fait ses études au lycée de Tambov et participe aux pièces de théâtre montées par les lycéens. Après le lycée, il se rend à Moscou en 1866 et se prend de passion pour les spectacles du théâtre Maly, prenant des cours d'art dramatique auprès d'Ivan Samarine.
De 1867 à 1880, il joue sur des scènes de théâtres provinciaux à Oriol, Saratov, Kazan, Voronej, Astrakhan et Tambov, dans des pièces montées pour la plupart par la compagnie de Piotr Medvedev (1837-1906) et prend pour nom de scène Vladimir Davydov. De 1880 à 1924, il fait partie de la troupe du théâtre Alexandra de la capitale Saint-Pétersbourg (puis Pétrograd). Il joue aussi bien des rôles de comédie, de tragédie, de vaudeville et même des rôles de femmes. Sa popularité est grande et il participe au succès des pièces d'Ostrovski ou de Tchékhov. Il joue aussi Shakespeare et Molière.
Vladimir Davydov donne aussi des cours de théâtre en tant que pédagogue. Il fut le maître, entre autres, de Constantin Zoubov, de Véra Komissarjevskaïa, de Léonid Vivien et de Nikolaï Khodotov.
Il est l'auteur d'un recueil posthume de Mémoires, intitulé Récit du passé, publié en 1962.

## Rôles principaux
- Cœur ardent d'Ostrovski, Khlynov

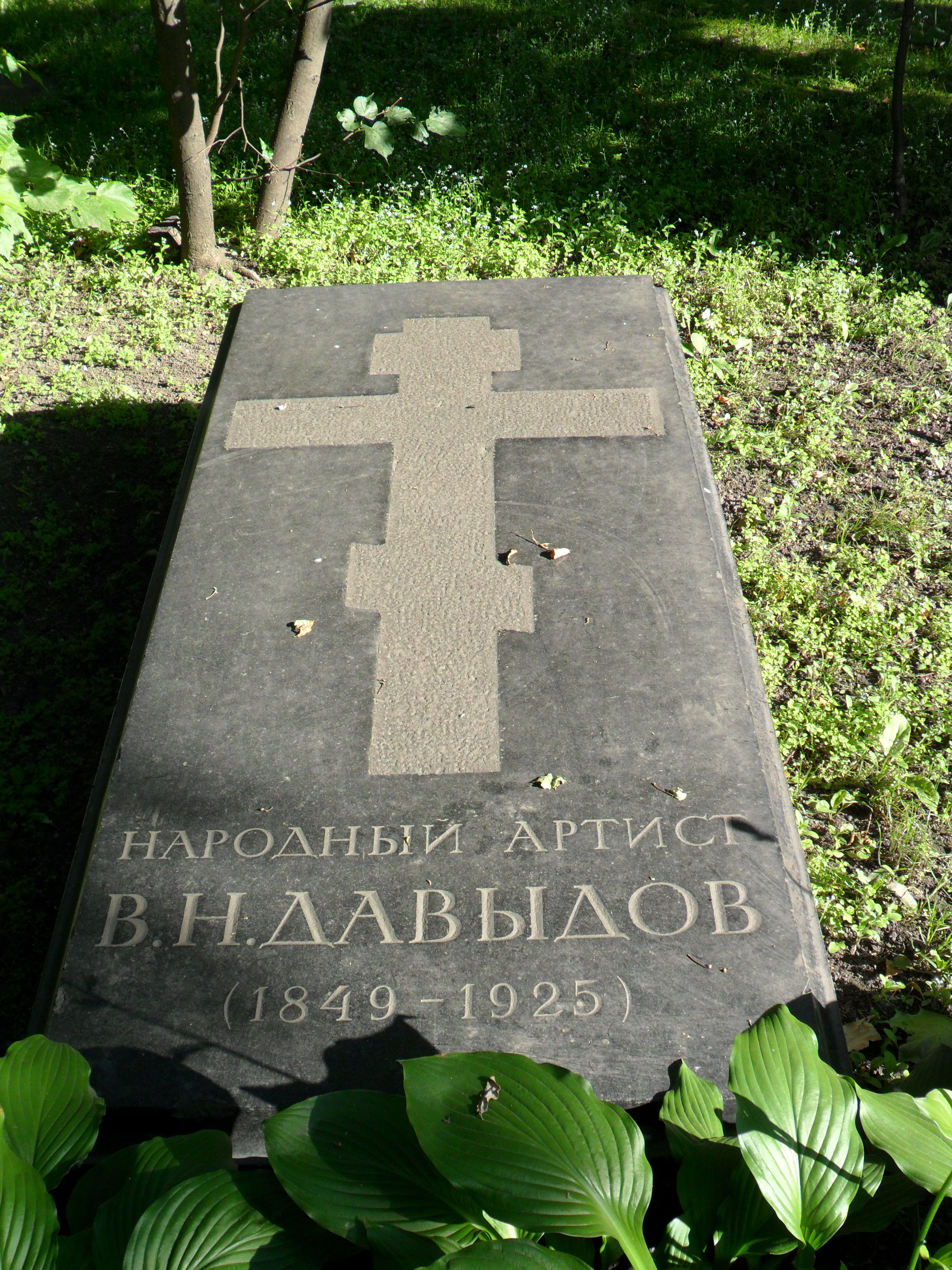
Vue de sa sépulture au cimetière Tikhvine.

- Rêve de fête avant le dîner d'Ostrovski, Balzaminov
- Entre soi, on s'arrange toujours d'Ostrovski, Podkhalouzine
- La Forêt d'Ostrovski, Milonov
- Le plus malin s'y laisse prendre d'Ostrovski, Mamaïev
- Le Malheur d'avoir trop d'esprit de Griboïedov, Famoussov
- Le Mariage de Krétchinski de Soukhovo-Kobyline, Raspliouïev
- La Puissance des ténèbres de Tolstoï, Akim et Mitritch
- Le Célibataire de Tourgueniev, Mochkine
- Ivanov de Tchékhov, Ivanov (1887)
- Le Chant du cygne de Tchékhov, Svetlovidov (1888)
- La Mouette de Tchékhov, Sorine (1896)
- La Cerisaie de Tchékhov, Firs (1905)
- Les Trois Sœurs de Tchékhov (1910), Tchéboutykine

## Source
- (ru) Cet article est partiellement ou en totalité issu de l’article de Wikipédia en russe intitulé « Давыдов, Владимир Николаевич » (voir la liste des auteurs).